# Solomon Saddle
Solomon Saddle är ett bergspass i Antarktis. Det ligger i Östantarktis. Nya Zeeland gör anspråk på området. Solomon Saddle ligger 1 850 meter över havet.
Terrängen runt Solomon Saddle är kuperad åt sydväst, men åt nordost är den bergig. Trakten är obefolkad. Det finns inga samhällen i närheten. 